# Campionato italiano di calcio da tavolo 2009
Il trentacinquesimo campionato italiano di calcio da tavolo venne organizzato dalla F.I.S.C.T. al Baronissi nel 2009.
Sono stati assegnati 6 titoli:
- Open
- Cadetti
- Veterans (Over40)
- Under19
- Under15
- Under12
- Femminile

## Risultati

### Cat. Open

#### Quarti di Finale
- Bertelli Daniele 2 – 1 Capossela Stefano
- Pochesci Daniele 5 – 4 De Francesco Stefano s.d.
- Buono Stefano 2 – 1 Riccio Vincenzo
- Bolognino Massimo 2 – 1 Bari Saverio

#### Semifinali
- Bertelli Daniele 2 - 1 Pochesci Daniele
- Bolognino Massimo 2 - 1 Buono Stefano

#### Finale
- Bertelli Daniele 3 - 2 Bolognino Massimo

### Cat. Cadetti

#### Semifinali
- Fedele Fabrizio 3 - 0 Porcelli Giuseppe
- Lazzarini Simone 3 - 2 Mancaruso Ezio s.d.

#### Finale
- Fedele Fabrizio 3 - 1 Lazzarini Simone

### Cat. Veteran

#### Quarti di Finale
- Mattiangeli Francesco 1 - 0 Belloni Fabio s.d.
- Discepoli Francesco 0 - 1 Manganello Mauro
- Borriello Marco 4 - 2 Cerullo Livio t.p.
- Conti Massimo 2 - 3 Toni Alessandro s.d.

#### Semifinali
- Mattiangeli Francesco 5 - 1 Manganello Mauro
- Borriello Marco 1 - 0 Toni Alessandro

#### Finale
- Mattiangeli Francesco 2 - 1 Borriello Marco

### Cat. Under 19

#### Semifinali
- La Rosa Riccardo 4 - 2 Antista Massimo
- Del Brocco Matteo 0 - 2 Nespoli Francesco

#### Finale
- La Rosa Riccardo 1 - 0 Nespoli Francesco

### Cat. Under 15

#### Quarti di Finale
- Peluso Antonio 3 - 4 Bellotti Mattia
- Manganello Andrea 4 - 3 De Francesco Stefano t.p.
- Caviglia Micael 3 - 4 Lo Cascio Emanuele
- Dell'Aria Andrea 2 - 8 Battista Luca

#### Semifinali
- Bellotti Mattia 2 - 3 Manganello Andrea s.d.
- Lo Cascio Emanuele 5 - 6 Battista Luca s.d.

#### Finale
- Manganello Andrea 3 - 5 Battista Luca

### Cat. Under 12

#### Quarti di Finale
- Zambello Paolo 1 - 2 Gentile Ernesto
- Ciccarelli Matteo 3 - 0 Fryar Max
- Ciccarelli Andrea 2 - 0 Lo Iacono Stefano
- Tagliaferri Diego 6 - 0 Marrapodi Francesco

#### Semifinali
- Gentile Ernesto 3 - 2 Ciccarelli Matteo
- Ciccarelli Andrea 1 - 4 Tagliaferri Diego

#### Finale
- Tagliaferri Diego 7 - 1 Gentile Ernesto

### Cat. Femminile

#### Semifinali
- Bartolini Valentina 3 - 1 Minichiello Marina
- Lo Cascio Giuditta 2 - 0 Buttitta Eleonora

#### Finale
- Lo Cascio Giuditta 2 - 0 Minichiello Marina